# موخرس لیبرس

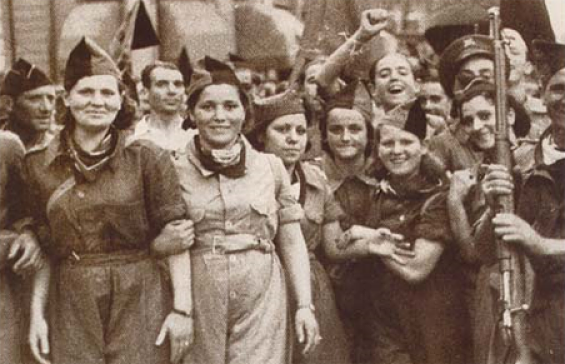
اعضای شاخهٔ نظامی موخرس لیبرس در طول جنگ داخلی اسپانیا.

موخرس لیبرس (به اسپانیایی: Mujeres Libres) به معنای زنان آزاد، سازمانی از زنان آنارشیست در اسپانیا بود که به مبارزه طبقاتی معتقد بودند. این سازمان در سال ۱۹۳۶ میلادی توسط Lucía Sánchez Saornil, Mercedes Comaposada و Amparo Poch y Gascón تشکیل شد. این سازمان بیش از ۳۰۰۰۰ عضو زن داشت و با گرایش به «مبارزه دوگانه» معتقد بود که می‌توان همزمان برای آزادی زنان و انقلاب اجتماعی مبارزه کرد و این دو مسئله موازی و مکمل یکدیگر هستند.